# Mezanin

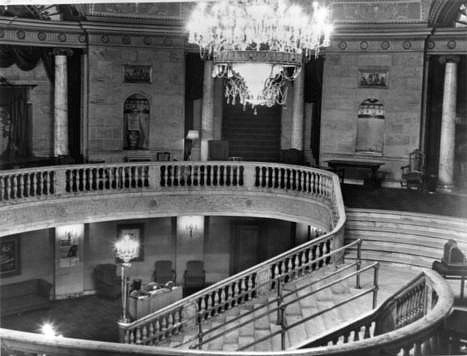
Pohled na mezanin ve vstupní hale bývalého Capitol Cinema v kanadské Ottawě

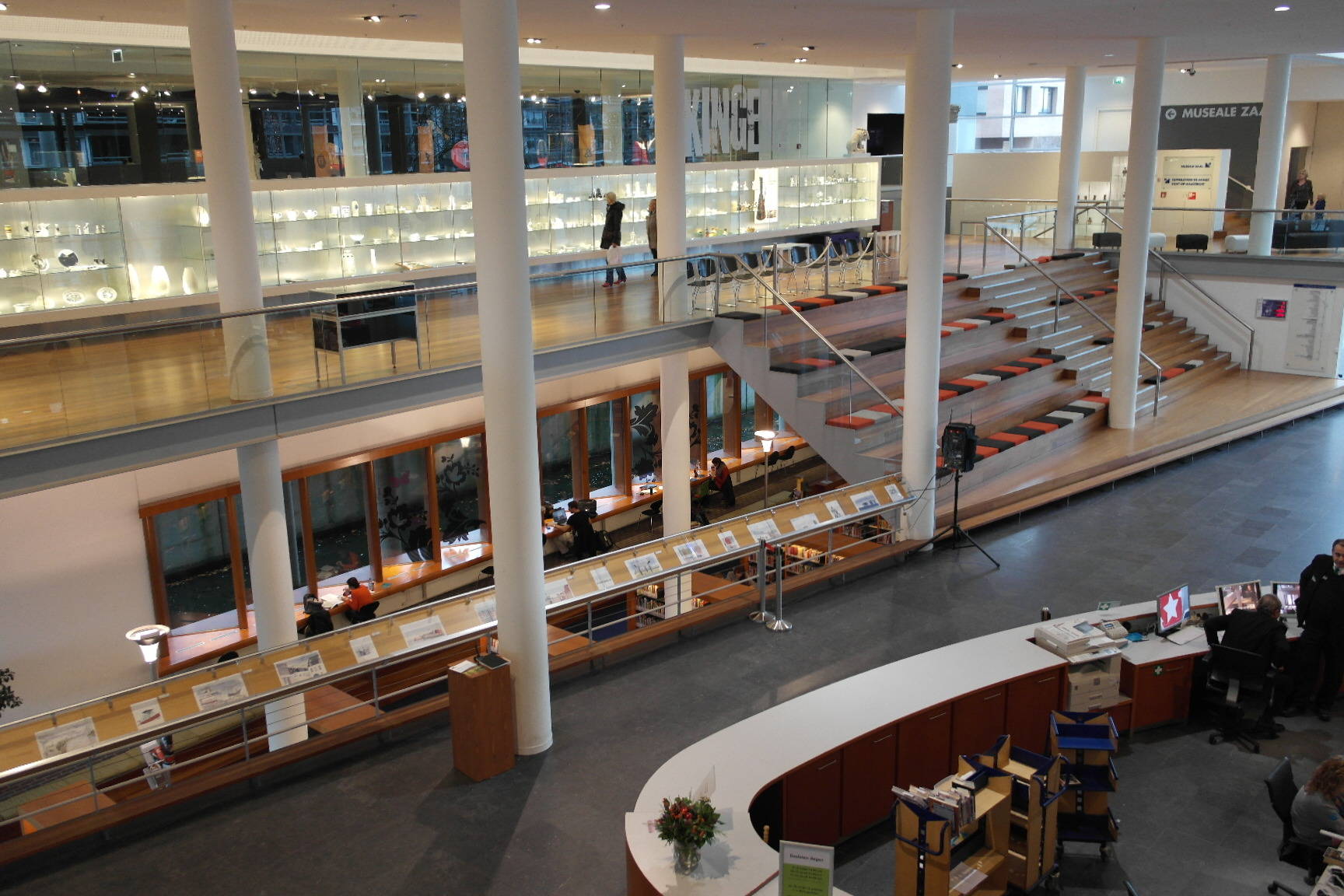
Mezanin v Maastricht Centre Céramique

Mezanin (z italského mezzanino) je mezipatro, obvykle snížené, které je částečně otevřené do podlaží pod ním, nebo jehož plocha nepokrývá celou podlahovou plochu budovy a které není zahrnuto do celkového počtu podlaží.
Termín je často nepřesně používán pro mezipatro, které se nachází mezi přízemím a prvním patrem budovy, zejména tam, kde původní vysoké přízemí bylo horizontálně rozděleno do dvou podlaží.
Historicky se jedná o podlaží určené pro ubytování služebnictva a poskytování služeb v palácích šlechty.
V moderní architektuře se obvykle používá pro kancelářské nebo skladové účely (často slouží komerčním prostředkům umístěným v přízemí). Mezanin často vzniká kvůli potřebě spojit prostor o různých výškách, jako jsou sklady v přízemí a na jedné straně budovy a podlaží v různých výškách na jiných stranách budovy, nebo obchod v přízemí a kanceláře v části mezipatra.
Mezanin lze také využít pro obytné účely, když jsou splněny stavební předpisy a požadavky na minimální na výšku, osvětlení a větrání.
Termín byl typicky zneužíván developery z předvýtahových dob, kdy nejdražší byty byly ty nízkopoložené.
V pražských Vršovicích je běžně, ze mezzanin je prostě prvni nadzemní podlaží a jako "1. patro" je označeno druhé patro.